# Хуже, чем дети
Хуже, чем дети — российская рок-группа, созданная в 2010 году в Ростове-на-Дону гитаристом и аранжировщиком легендарной группы «Пекин Роу-Роу» Дмитрием Келешьяном.

## История
Впервые появилась на сцене 23 января 2010 года. Концерт состоялся в ростовском клубе «Подземка». Журналисты определяют стиль группы как «южнорусский декадэнс-бит».